# Moss Side
Moss Side ist ein Distrikt und Wahlbezirk von Manchester, England, ca. 3,1 km südlich des Stadtzentrums.

## Geschichte
Moss Side befand sich anfänglich an einer Moorlandschaft (Namensherkunft), im Mittelalter wurde daher in dieser Gegend hauptsächlich  getrockneter Torf zum Heizen verwendet. Die erste urkundliche Erwähnung aus dem Jahr 1086 im Domesday Book zählt nur wenige Häuser auf. Auch am Anfang des 19. Jahrhunderts lebten noch weniger als 200 Einwohner hier, was sich während der Industriellen Revolution jedoch schnell änderte.

## Geographie
Moss Side ist umgeben von Whalley Range im Süden, Old Trafford im Westen, Chorlton-on-Medlock, Rusholme und Fallowfield im Osten, sowie Hulme im Norden. In  Moss Side gibt es die öffentlich zugänglichen Parklandschaften  Whitworth Park und Alexandra Park.

## Persönlichkeiten
- Barry Adamson, Musiker
- Anthony Burgess, Schriftsteller
- Ethel Muckelt, Eiskunstläuferin
- Emmeline Pankhurst, Suffragette

## Bilder

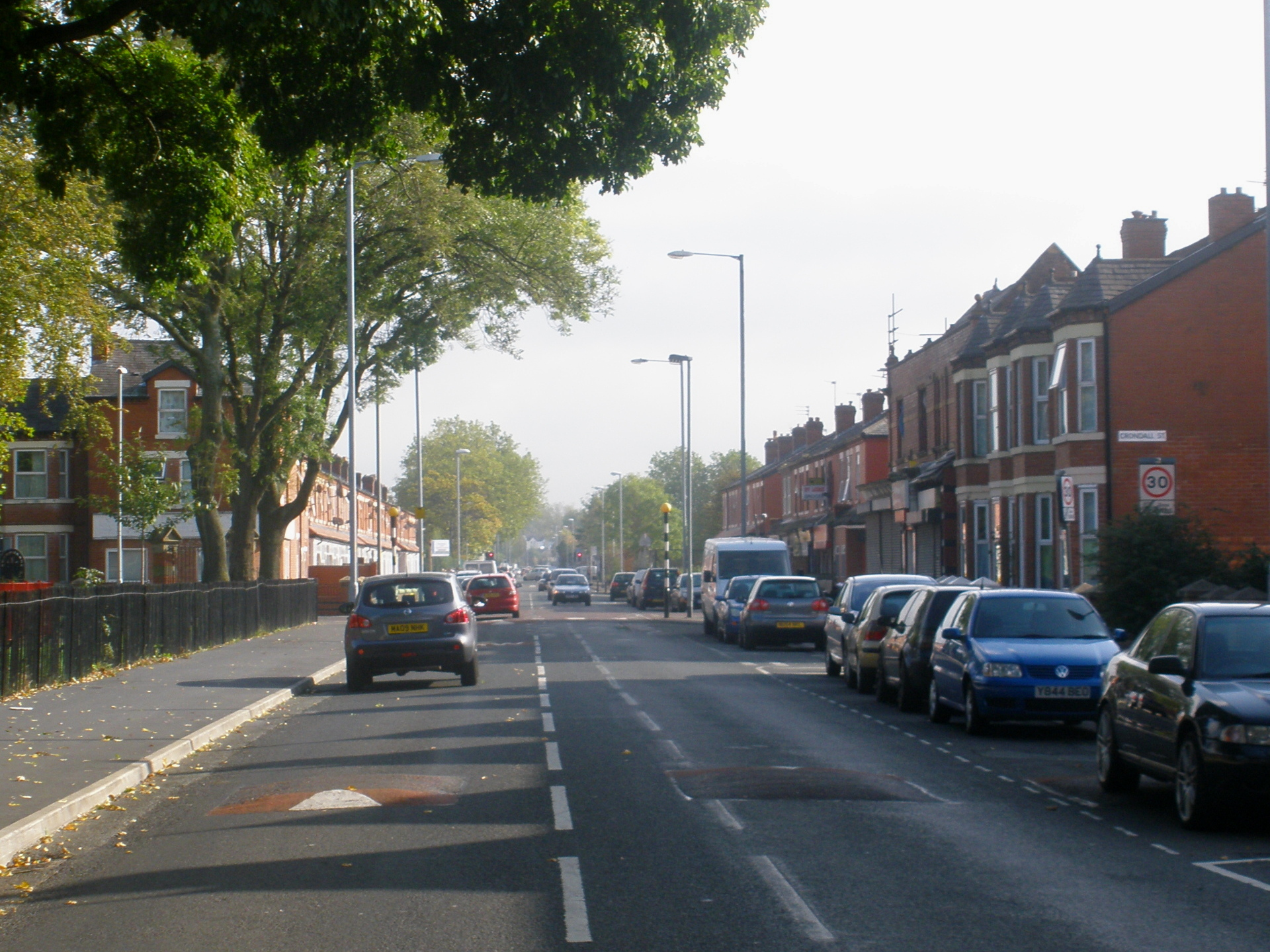
Die Great Western Street verläuft im Zentrum von Moss Side.
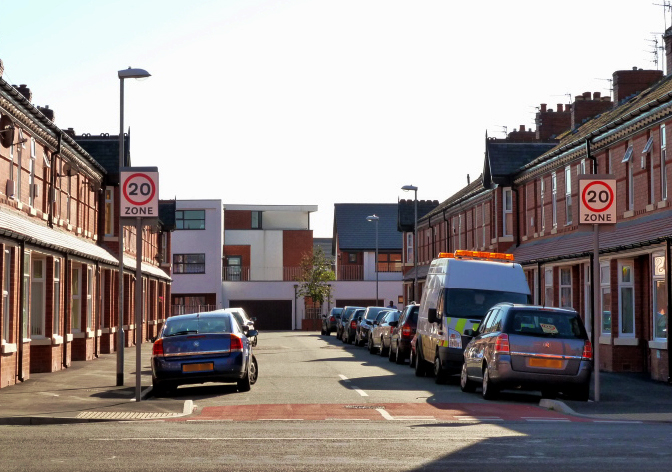
Wykeham Street
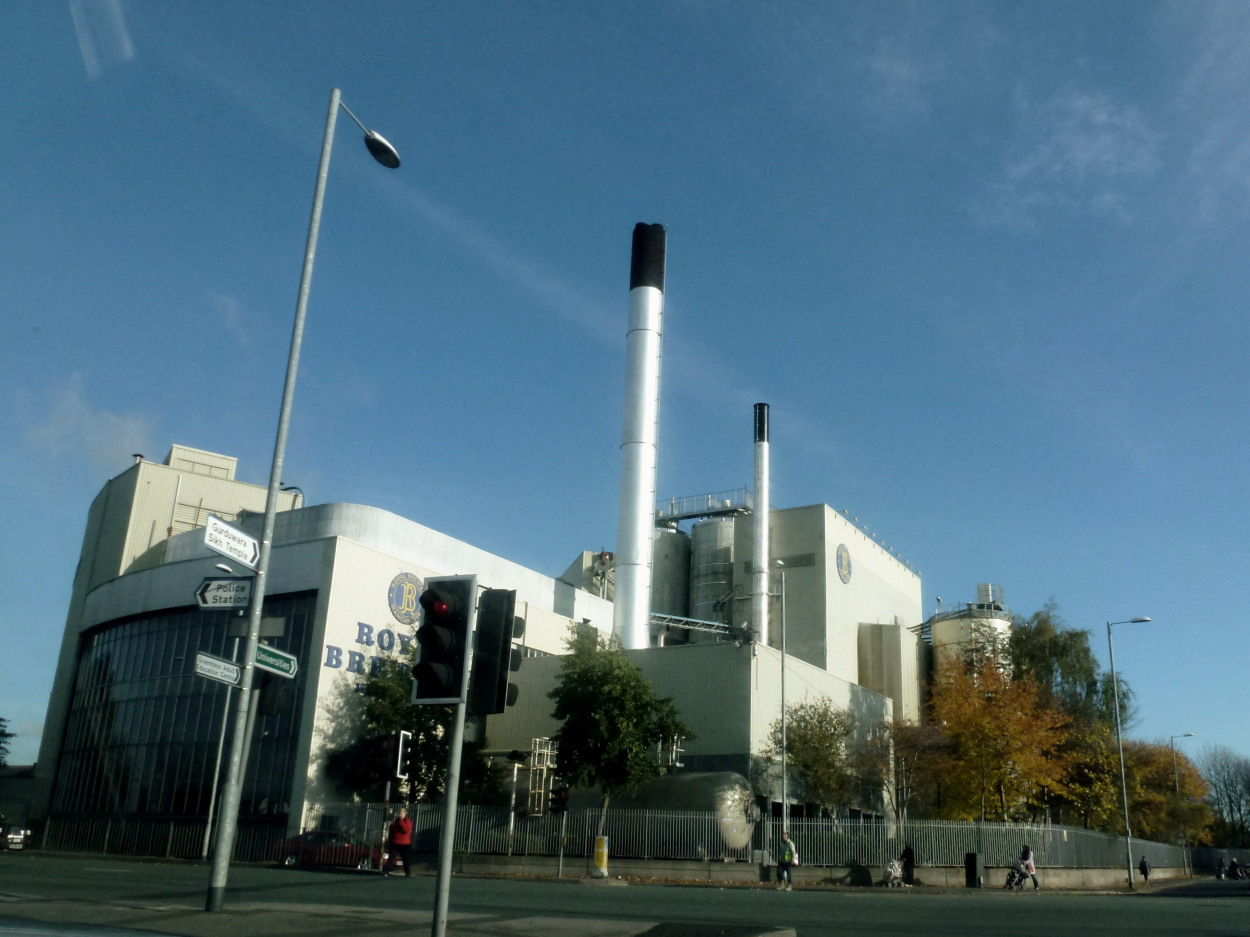
Die Brauerei Royal Brewery, Moss Lane East